# Godfred Donsah
Godfred Donsah (Acra, 7 de junio de 1996) es un futbolista ghanés. Juega de centrocampista en el Chieti F. C. 1922 de la Serie D.

## Clubes
| Club                        | País    | Año       |
| --------------------------- | ------- | --------- |
| Hellas Verona F. C.         | Italia  | 2013-2014 |
| Cagliari Calcio             | Italia  | 2014-2016 |
| Bologna F. C. 1909 (cedido) | Italia  | 2015-2016 |
| Bologna F. C. 1909          | Italia  | 2016-2021 |
| Círculo de Brujas (cedido)  | Bélgica | 2019-2020 |
| Çaykur Rizespor (cedido)    | Turquía | 2020-2021 |
| F. C. Crotone               | Italia  | 2021-2022 |
| Yeni Malatyaspor            | Turquía | 2022-2023 |
| Şanlıurfaspor               | Turquía | 2023-2024 |
| Chieti F. C. 1922           | Italia  | 2024-     |